# イーサン・アレン級原子力潜水艦
イーサン・アレン級原子力潜水艦（イーサン・アレンきゅうげんしりょくせんすいかん Ethan Allen class submarine）は、アメリカ海軍が運用していた弾道ミサイル原子力潜水艦（戦略ミサイル原子力潜水艦）(SSBN)。同型艦は5隻。1960年代から1980年代にかけて運用された。

## 概要
潜水艦発射弾道ミサイル・ポラリスの実用化とともに、アメリカ海軍は戦略原潜としてジョージ・ワシントン級を就役させた。ジョージ・ワシントン級はスキップジャック級攻撃潜水艦を改設計したものであったが、初めから戦略原潜として設計されたものはアメリカでは本級が初めてである。同時期のスレッシャー級の良好な静粛性と優れた深海行動能力を取り入れただけでなく、最初から弾道ミサイル搭載艦として設計されたことにより艦型、諸配置とも洗練の度を加えている。
弾道ミサイルは、艦体後部のミサイル区画に集中して搭載されている。搭載ミサイルは当初、ポラリスA-2（射程：1500浬）であったが、1974～1976年にポラリスA-3に換装されている。その後、より強力な潜水艦発射弾道ミサイルとして、ポセイドンC-3が開発されたが、本級への搭載はすでに老齢化が進んでいたことや、ミサイルの外径が拡大されたために見送られた。
1980年代初頭にオハイオ級が就役すると、本級は第一次戦略兵器制限交渉条約の制限に準拠するため、slow attacksと称される攻撃型原子力潜水艦（SSN）への改装を受けた。ミサイル発射制御システムは除去され、ミサイル発射管にはコンクリートが充填された。2番艦のサム・ヒューストン、4番艦のジョン・マーシャルには、Navy SEALsまたは他の特殊部隊の輸送に対応するために、SEAL輸送潜水艇などを運用するためのドライデッキシェルターが追加され、最大67名の兵員を搭載した。
本級は、1983年から1992年にかけて退役し、1992年から1999年にかけて原子力艦再利用プログラムにより処分された。
|          |            | コロンビア級           | オハイオ級             | フランクリン級      | マディソン級        | ラファイエット級    | アレン級            | ワシントン級        |
| -------- | ---------- | ---------------------- | ---------------------- | ------------------- | ------------------- | ------------------- | ------------------- | ------------------- |
| 船体     | 水上排水量 | 不明                   | 16,764 t               | 7,320 t             | 7,320 t             | 7,320 t             | 6,955 t             | 5,959 t             |
| 船体     | 水中排水量 | 20,810 t               | 18,750 t               | 8,240 t             | 8,240 t             | 8,240 t             | 7,880 t             | 6,709 t             |
| 船体     | 全長       | 170.99 m               | 170.67 m               | 129.5 m             | 129.5 m             | 129.5 m             | 125 m               | 116.3 m             |
| 船体     | 全幅       | 13.1 m                 | 12.8 m                 | 10 m                | 10 m                | 10 m                | 10.1 m              | 10.1 m              |
| 船体     | 吃水       | 不明                   | 11.1 m                 | 9.4 m               | 8.69 m              | 8.69 m              | 8.4 m               | 8.1 m               |
| 主機     | 機関       | 原子炉+IEP             | 原子炉+蒸気タービン    | 原子炉+蒸気タービン | 原子炉+蒸気タービン | 原子炉+蒸気タービン | 原子炉+蒸気タービン | 原子炉+蒸気タービン |
| 主機     | 方式       | ターボ・エレクトリック | ギアード・タービン     | ギアード・タービン  | ギアード・タービン  | ギアード・タービン  | ギアード・タービン  | ギアード・タービン  |
| 主機     | 原子炉     | BC S1B                 | GE S8G                 | WEC S5W             | WEC S5W             | WEC S5W             | WEC S5W             | WEC S5W             |
| 主機     | 出力       | 60,000 shp             | 60,000 shp             | 15,000 shp          | 15,000 shp          | 15,000 shp          | 15,000 shp          | 15,000 shp          |
| 主機     | 水中速力   | 24 kt（推定）          | 24 kt（推定）          | 21 kt               | 21 kt               | 25 kt               | 21 kt               | 22 kt               |
| 兵装     | 水雷       | 533mm魚雷発射管×4門    | 533mm魚雷発射管×4門    | 533mm魚雷発射管×4門 | 533mm魚雷発射管×4門 | 533mm魚雷発射管×4門 | 533mm魚雷発射管×4門 | 533mm魚雷発射管×4門 |
| 兵装     | SLBM       | トライデントD5LEP×16基 | トライデントC4/D5×24基 | ポラリスA3×16基     | ポラリスA3×16基     | ポラリスA2×16基     | ポラリスA2×16基     | ポラリスA1×16基     |
| 同型艦数 | 同型艦数   | 未就役（12隻予定）     | 18隻                   | 12隻                | 10隻                | 9隻                 | 5隻                 | 5隻                 |

## 同型艦
| 艦番号            | 艦名                                          | 建造所                       | 起工            | 進水            | 就役           | 退役                                       | 備考                                        |
| ----------------- | --------------------------------------------- | ---------------------------- | --------------- | --------------- | -------------- | ------------------------------------------ | ------------------------------------------- |
| SSBN-608 →SSN-608 | イーサン・アレン USS Ethan Allen              | エレクトリック・ボート       | 1959年 9月14日  | 1960年 11月22日 | 1961年 8月8日  | 1983年 3月31日                             | 1980年9月1日 攻撃型原子力潜水艦に艦種変更   |
| SSBN-609 →SSN-609 | サム・ヒューストン USS Sam Houston            | ニューポート・ニューズ造船所 | 1959年 12月28日 | 1961年 2月2日   | 1962年 3月6日  | 1991年 9月6日                              | 1980年11月10日 攻撃型原子力潜水艦に艦種変更 |
| SSBN-610 →SSN-610 | トーマス・A・エジソン USS Thomas A. Edison    | エレクトリック・ボート       | 1960年 3月15日  | 1961年 6月15日  | 1962年 3月10日 | 1983年 12月1日                             | 1980年10月6日 攻撃型原子力潜水艦に艦種変更  |
| SSBN-611 →SSN-611 | ジョン・マーシャル USS John Marshall          | ニューポート・ニューズ造船所 | 1960年 4月4日   | 1961年 7月15日  | 1962年 5月21日 | 1992年 7月22日                             | 1981年1月12日 攻撃型原子力潜水艦に艦種変更  |
| SSBN-618 →SSN-618 | トーマス・ジェファーソン USS Thomas Jefferson | 1961年 2月3日                | 1962年 2月24日  | 1963年 1月4日   | 1985年 1月24日 | 1981年3月11日 攻撃型原子力潜水艦に艦種変更 |                                             |